# Théophile Marion Dumersan
Théophile Marion Dumersan (Plou, 4 gennaio 1780 – Parigi, 13 aprile 1849) è stato un drammaturgo e numismatico francese.

## Biografia
Di nobile famiglia bretone, a 16 anni Théophile trovò lavoro con Aubin-Louis Millin de Grandmaison, curatore del Cabinet des médailles et antiques de la Bibliothèque royale. Con il suo collega Théodore Edme Mionnet, futuro membro dell'Académie des inscriptions et belles-lettres, mise a punto un nuovo sistema per classificare le medaglie secondo un ordine geografico e cronologico, e protesse la collezione dall'essere dispersa dagli alleati dopo la sconfitta di Napoleone. In seguito, nel 1838 pubblicò a proprie spese una storia della collezione con la descrizione, secondo il novo criterio che seguiva i principi storici,  Questa attività lo portò a essere nominato curatore del Cabinet nel 1842. 
Avvicinando e fondendo letteratura leggera ed erudizione scrisse, sia solo, sia con Désaugiers, René de Chazet, Bouilly, Jean-Toussaint Merle, Pierre Carmouche, Francis, Eugène Scribe, ma soprattutto con Nicolas Brazier, una quantità di lavori teatrali (più di 200), che sono stati rappresentati con successo ai «petits théâtres», tra cui Les Saltimbanques (1838). Scrisse anche un Manuel des coulisses, ou Guide de l'amateur - letteralmente, Manuale delle quinte, o Guida del cultore - (1826), rara raccolta di espressioni sulla tecnica teatrale e sul gergo degli attori.
Contemporaneamente pubblicò delle opere che lo situano tra i migliori numismatici francesi dell'epoca:
- Éléments de numismatique, 1834;
- Histoire du cabinet des médailles, 1838;
- Notice des monuments exposés dans le cabinet des médailles antiques, 1828 et 1840, etc.
- Description des médailles antiques du cabinet de M. Allier de Hauteroche, descrizione della raccolta di Louis Allier

Raccolse nel 1845 un'antologia di canzoni nazionali e popolari con L'histoire de la chanson.

## Pubblicazioni

### Teatro
- 1801: La Vaccine, folie-vaudeville in 1 atto e in prosa, con Charles-François-Jean-Baptiste Moreau de Commagny;
- 1803: Cassandre aveugle, ou le Concert d'Arlequin, commedia-parade in 1 atto e in vaudevilles, con René de Chazet e Moreau de Commagny;
- 1804: La Manie de l'indépendance, ou Scapin tout seul, monologo in prosa, misto di vaudevilles, con Moreau de Commagny;
- 1804: Théophile, ou les Deux Poètes, commedia in 1 atto e in prosa, mista a vaudevilles, con Joseph Pain;
- 1805: La Belle Marie, commedia-aneddoto in 1 atto, mista a vaudevilles, con Pain;
- 1806: Le Maçon poète, commedia in 1 atto e in vaudevilles, con Antoine Simonnin;[3]
- 1808: La Chaumière moscovite, vaudeville aneddoto in 1 atto, con Pain;
- 1809: Les Bretteurs, commedia in un atto, in versi, con Bosquier-Gavaudan
- 1809: Benoît ou le Pauvre de Notre Dame, commedia-aneddoto in 2 atti e in prosa, mista a vaudevilles, con Pain;
- 1809: Le Roi et le Pèlerin, commedia in 2 atti e in prosa, mista a vaudevilles, con Pain;
- 1810: Le Petit Pêcheur, vaudeville in un atto con Sewrin;
- 1810: Encore une partie de chasse, ou le Tableau d'histoire, commedia-aneddoto in 1 atto, in versi, con Pain;
- 1812: Les Mines de Beaujonc, ou Ils sont sauvés, fatto storico in 3 atti, con distici, con Pain;
- 1813: Les Bêtes savantes, folie burlesque in 1 atto e in vaudevilles, con Emmanuel Théaulon e Armand d'Artois
- 1813: Le Nécessaire et le Superflu, commedia-vaudeville in 1 atto, con Armand d'Artois
- 1813: Les Intrigues de la Rapée, vaudeville in un atto, con Sewrin e Jean-Toussaint Merle;
- 1814: Les Anglaises pour rire, ou la Table et le Logement, commedia in un atto con Sewrin;
- 1816: Les Deux Philiberte ou Sagesse et folie, con Nicolas Brazier e Merle
- 1816: La Jeune Belle-mère, opéra-comique, libretto di Sewrin e Dumersan, musica di Charles-Frédéric Kreubé
- 1818: L'École de village, ou l'Enseignement mutuel, commedia in 1 atto, mista a vaudevilles, con Nicolas Brazier e Charles-Gaspard Delestre-Poirson;
- 1818: Les Vendanges de Champagne, ou la Garnison dans les vignes, divertissement in 1 atto, misto a distici, con Brazier, Delestre-Poirson e Scribe;
- 1820: Clari à Meaux en Brie, pantomime burlesque, précédée de Cadet-Roussel maître de ballets, con Armand d'Artois e Brazier,[4]
- 1820: Les Amours du port au blé, commedia sbarazzina in un atto, con Sewrin;
- 1821: Les Moissonneurs de la Beauce, ou le Soldat laboureur, commedia in 1 atto, con Francis baron d'Allarde e Brazier[5]
- 1822: La Fille mal gardée, ou La coupe des foins, commedia-vaudeville in 1 atto, con Francis d'Allarde e Brazier
- 1822: Les Petits attours, ou les Merveilles à la mode, commedia-vaudeville in 1 atto, con Brazier e Francis d'Allarde
- 1824: Les Ouvriers, ou Les bons enfans, commedia sbarazzina in 1 atto, con Brazier e Francis d'Allarde
- 1824: Catherine, vaudeville in un atto, con Sewrin;
- 1825: Les Cochers, tableau sbarazzino in 1 atto, con Gabriel de Lurieu e Nicolas Brazier
- 1825: La Chambre de Suzon, commedia in 1 atto, con Pierre Carmouche e Sewrin
- 1826: Les Paysans, ou L'Ambition au village, commedia in 1 atto, con Nicolas Brazier e Mélesville,
- 1826: L'Auvergnate, ou La Principale Locataire, vaudeville in 1 atto, con Nicolas Brazier e Gabriel de Lurieu,
- 1826: Les Écoliers in promenade, commedia-vaudeville in 1 atto, con Nicolas Brazier e Gabriel de Lurieu
- 1826: Les Petites Biographies, commedia-vaudeville in 1 atto, con Nicolas Brazier e Gabriel de Lurieu
- 1827: Les Passages et les Rues, ou La Guerre déclarée, vaudeville in 1 atto, con Nicolas Brazier e Gabriel de Lurieu
- 1831: M. Cagnard ou les Conspirateurs, in un atto, con Achille d'Artois e Brazier
- 1831: Les Amours du port au blé (seconda versione), commedia-vaudeville in un atto, con Sewrin;
- 1833: Le Baptême du petit Gibou, ou Madame Pochet marraine, pièce sbarazzina in 2 atti mista a distici, con Ernest Jaime;
- 1836: Crime et mystère, mélodramma mancato, con Victor Lhérie;
- 1836: Le Sabotier ambitieux, dramma comico in 4 atti e 3 quadri, con distici, con Théodore Nézel;
- 1838: Les Saltimbanques, commedia-parade in 3 atti con Charles Varin[6]
- 1839: La Canaille, commedia-vaudeville in 3 atti, con Dumanoir
- 1847: Amour et Biberon, commedia-vaudeville in un atto con Varin;